# 1952年8月20日日食
1952年8月20日日食是一次日環食，發生於1952年8月20日。新月當天（即朔日），地球上觀測到月球和太阳的角距離極小，此時月球如果恰好在月球交點附近，穿過太阳和地球之間，與地球、太阳接近一直線，則會出現日食。月球穿過太阳和地球之間，但距地球較遠，本影未能接觸地表，而使偽本影覆蓋的區域內看到月球的角直徑小於太陽，就形成日環食，同時在偽本影兩側數千公里的半影範圍內形成日偏食。此次日環食經過了秘鲁、智利、玻利維亞、阿根廷、巴拉圭、巴西、乌拉圭，日偏食則覆蓋了拉丁美洲的絕大部分及周邊部分地區。

## 日食概況

### 出現區域
復活節島以北約1700公里的太平洋東部洋面在日出時最先看到日環食，隨後月球偽本影向東移動，從秘鲁登上南美洲，逐漸轉向東南移動，在玻利維亞塔里哈省境內達到最大食分。此後偽本影繼續向東南移動，在巴西和乌拉圭交界處離開南美洲，進入南大西洋，最終在日落時分結束於布韦岛西南約860公里處。其中，環食帶共覆蓋了兩個首都——秘鲁利馬和玻利維亞法定首都苏克雷，而玻利維亞政府所在地和實際上的首都拉巴斯恰巧也在環食帶內。
偽本影經過的陸地包括：
- 秘魯：安卡什大區西南部、利馬大區除北部外的大部（含今利馬省和卡亞俄大區）、胡寧大區西南半部、伊卡大區北半部、萬卡韋利卡大區、阿亞庫喬大區除西南部外的大部、庫斯科大區南半部、阿普里馬克大區、阿雷基帕大區中北部、普諾大區中南部、莫克瓜大區中北部、塔克納大區東北半部；
- 智利：塔拉帕卡大區東北部（今阿里卡和帕里納科塔大區東北部）；
- 玻利维亚：拉巴斯省南部、奧魯羅省除西南部外的絕大部分、科恰班巴省西南部、波托西省東北半部、丘基薩卡省西南半部、塔里哈省除東北部外的大部、聖克魯斯省西南角，其中在塔里哈省境內達到最大食分；
- 阿根廷：經過胡胡伊省東北角、薩爾塔省東北部、福爾摩沙省中西部、查科省除西部和西南部外的大部、聖地亞哥-德爾埃斯特羅省東北角、聖大非省東北部後自西北向東南斜貫科連特斯省；
- 巴拉圭：第一次擦過博克龍省西南部和阿耶斯總統省西端，第二次擦過涅恩布庫省西南半部和米西奧內斯省極西南角；
- 巴西：南里奧格蘭德州西南部；
- 乌拉圭：阿蒂加斯省除西南角外的絕大部分、薩爾托省中東部、派桑杜省東北部、里韋拉省、塔夸倫博省除西南部外的大部、杜拉斯諾省東部、塞羅拉爾戈省、佛羅里達省東北部、三十三人省、拉瓦耶哈省北部、馬爾多納多省北部、羅恰省除西南部外的大部。[3][4]

除了上述狹窄的環食帶內能看到日環食之外，月球半影覆蓋範圍內都能看到日偏食，包括中美洲除墨西哥北部和英屬巴哈馬（今巴哈马）北部外的大部、美国佛罗里达州極南端、整個南美洲，及南極半島一帶。

### 基本參數
- 類型：日環食
- 食甚中心處（位於玻利維亞塔里哈省）資料：
  - 時間：1952年8月20日15:13:05.1
  - 地點：21°42.3′S 64°3.3′W / 21.7050°S 64.0550°W
  - 食分：0.9420（環食帶內最大）
  - 日環食持續時間：6分39.9秒

## 相關的日食

### 1950-1953年的日食
月球交替位於相對的月球交點時，以半個交點年（食年），即約177天又4小時間隔出現下列日食。
| 升交點                                          | 升交點                   |          | 降交點                  | 降交點 |
| 沙羅周期                                        | 地圖                     | 沙羅周期 | 地圖                    |        |
| 119                                             | 1950年3月18日 環食       | 124      | 1950年9月12日 全食      |        |
| 129                                             | 1951年3月7日 環食        | 134      | 1951年9月1日 環食       |        |
| 139                                             | 1952年2月25日 全食       | 144      | 1952年8月20日 環食      |        |
| 149                                             | 1953年2月14日 偏食（北） | 154      | 1953年8月9日 偏食（南） |        |
| 註：1953年7月11日的日偏食屬於下一組交點年系列。 |                          |          |                         |        |

### 沙羅周期
沙羅周期長度為18年11天。本次日食屬於沙羅周期144，共包含70次日食，依次為1736年4月11日至1862年6月27日的8次日偏食、1880年7月7日至2565年8月27日的39次日環食、2583年9月7日至2980年5月5日的23次日偏食，總共歷時1244.08年。本周期並無日全食。
下表列舉了1901年至2100年間發生的屬於該周期的日食，是第11至21次：
| 11            | 12             | 13             |
| ------------- | -------------- | -------------- |
| 1916年7月30日 | 1934年8月10日  | 1952年8月20日  |
| 14            | 15             | 16             |
| 1970年8月31日 | 1988年9月11日  | 2006年9月22日  |
| 17            | 18             | 19             |
| 2024年10月2日 | 2042年10月14日 | 2060年10月24日 |
| 20            | 21             |                |
| 2078年11月4日 | 2096年11月15日 |                |

## 資料來源
1. ↑  樊忠玉. . 中国天文科普网.   [2016-03-25]. （原始内容存档于2014-09-17）.
2. 1 2  Fred Espenak. . NASA Eclipse Web Site.   [2016-03-25]. （原始内容存档于2020-10-24）.（英文）
3. ↑  Fred Espenak. . NASA Eclipse Web Site.   [2016-03-25]. （原始内容存档于2020-10-24）.（英文）
4. ↑  Xavier M. Jubier. .   [2016-03-25]. （原始内容存档于2017-03-27）.（法文）（英文）
5. ↑  Fred Espenak. . NASA Eclipse Web Site.   [2016-03-25]. （原始内容存档于2008-08-29）.（英文）
6. ↑  Fred Espenak. . NASA Eclipse Web Site.（英文）

## 外部連結
- NASA日食專頁（页面存档备份，存于）（英文）
- 可見區域圖和時間統計：由弗雷德·埃斯佩纳克做出的日食預報，NASA/GSFC
  - Google互動地圖呈現的日食範圍
  - 貝塞爾元素
- Google地圖顯示的日環食和日偏食範圍（页面存档备份，存于）（法文）（英文）

| \| \| 日食 \|                             |                              |                                           |
| 上一次日食： 1952年2月25日日食 （日全食） | 1952年8月20日日食 （日環食） | 下一次日食： 1953年2月14日日食 （日偏食） |
| 上一次日環食： 1951年9月1日日食           | 1952年8月20日日食 （日環食） | 下一次日環食： 1954年1月5日日食           |
|                                           | 日食                         |                                           |